# Arachnidium lacourti
Arachnidium lacourti is een mosdiertjessoort uit de familie van de Arachnidiidae. De wetenschappelijke naam van de soort is voor het eerst geldig gepubliceerd in 2006 door d'Hondt & Faasse.